# Quần đảo Dinagat
Quần đảo Dinagat (tiếng Anh: Dinagat Islands, tiếng Filipino: Mga Isla ng Dinagat, tiếng Cebuano: Kapupud-ang Dinagat) (ISO: PH-DIN) là một tỉnh đảo tại Philippines, nằm ở rìa nam của vịnh Leyte. Dinagat giáp với Leyte ở phía tây, qua eo biển Surigao, và đảo chính Mindanao nằm ở phía nam. Hòn đảo chính của tỉnh có tên là Dinagat, có chiều dài 60 km từ bắc xuống nam.

## Lịch sử
Quần đảo Dinagat trước kia là một phần của tỉnh Surigao del Norte, tỉnh này được thành lập từ ngày 2 tháng 12 năm 2006 với việc phê chuẩn sắc lệnh Cộng hòa số 9355, theo kết quả của một cuộc trưng cầu dân ý trước đó.
Vào ngày 11 tháng 2 năm 2010, Tòa án Tối cao Philippines tuyên bố rằng việc thành lập tỉnh Quần đảo Dinagat vô hiệu và không đáp ứng được các yêu cầu về mặt bằng diện tích và nhu cầu nhân sự để thành lập chính quyền tỉnh. Quần đảo Dinagat sau đó trở lại tỉnh Surigao del Norte. Tuy nhiên, ngày 30 tháng 3 năm 2011, Tòa án Tối cao đã đảo ngược lại quyết định vào năm trước, duy trì hiệu lực của sắc lệnh 9355 và Quần đảo Dinagat lại trở thành một tỉnh.

## Thống đốc
- Geraldine Ecleo Villaroman (2007-2010)
- Glenda B. Ecleo (2010-nay)

## Hành chính
Tỉnh Quần đảo Dinagat được chia thành bảy khu tự quản, bao gồm tỉnh lị, San Jose. Sáu khu tự quản còn lại là Dinagat, Loreto, Cagdianao, Libjo (Albor), Basilisa (Rizal) và Tubajon. khu tự quản Dinagat, được thành lập từ năm 1855, là cộng đồng cổ xưa nhất trong tỉnh.